# Єрусалимка

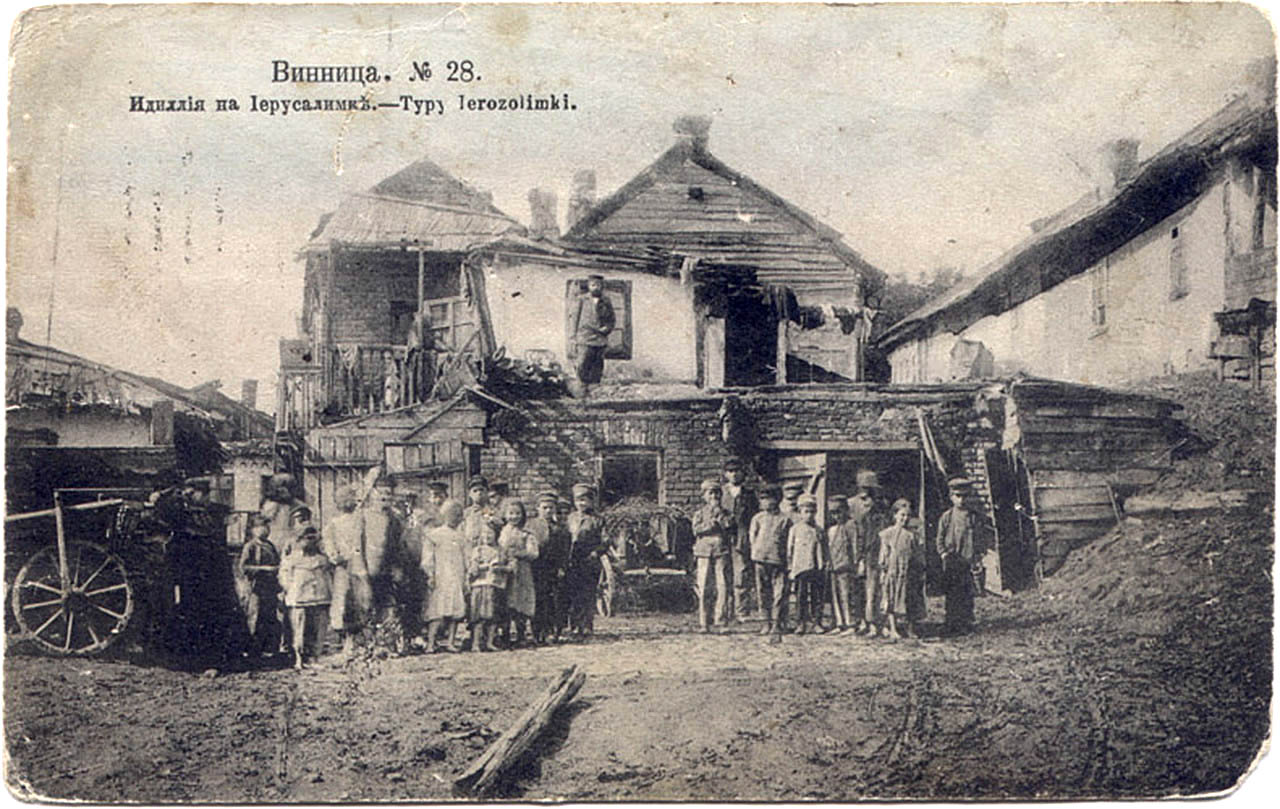
Єрусалимка, початок XX століття

Єрусалимка, сучасне фото

Єрусалимка — квартал єврейських ремісників у центрі Вінниці, знамените єврейське містечкове бароко, що почало формуватися наприкінці 18 століття.
Єрусалимка складалася зі кількох частин. Нижня — біля самої річки Південний Буг (тепер Магістратська вулиця). Тут було декілька міських будівель синагог — Биндюжників, Похоронного братства, Ремісників тощо. Середня — (у XVII ст. на цій території стояв православний чоловічий монастир, засновником якого був Петро Могила). Верхня — традиційно заселялася заможними верствами єврейського населення.
Наприкінці XIX століття спроба губернської адміністрації вирівняти і впорядкувати квартали навколо старої ринкової площі Єрусалимки не мала успіху. Висока щільність забудови була важливою характерною особливістю життєвого середовища євреїв Поділля. Компактність забудови підтримувалася різними чинниками. Серед них такі, як ціна землі під забудову, ізольованість громади, сімейні традиції, традиції шабату. Для шабату визначали межі, у межах яких дозволялося гуляти. Мотузки, що визначали «ерув» натягали аж до занепаду Єрусалимки у 1920-1930-х рр. Крім того, навіть вивіски офіційних установ дублювалися, а у судах засідання велися мовою їдиш.
На початку XX ст. значну частину населення Вінниці становили етнічні євреї. На Єрусалимці збудували декілька великих кам'яних будівель і синагогу вчителів (фасад із білої цегли, архітектор Григорій Артинов).
"Основною конструкцією стародавніх будинків Єрусалимки є дерев'яна рублена чи дилевана стіна, що обмащена з обох боків глиною з соломою...Будинок будувався на одну сім'ю з 1-2 кімнатами, поступово сім'я поширювалася, нове покоління будувало собі приборки, поки вистачало місця. Дах бідняка вкривали колись соломою. Тільки з ХІХ ст. поширюється вживання ґонти (драниці). Заможні євреї вкривали дах площатою дахівкою 10 мм. шириною 15 см. та довжиною 25 см....Цікаво відзначити на багатьох будинках форму даху, властивого українській хаті, себто з відступанням коньку даху над сторцовими його похилами.... Стародавні дерев'яні будиночки Єрусалимки мають низький перший поверх часто наполовину в землі, часто з товстими стінами з глини. Другий поверх дерев'яний має дуже характерний балькон вздовж стін, що сходи до нього є також входом до верхнього поверху. Це - дерев'яний балькон зі сходами, піддашок над бальконом - є невід'ємна риса архітектури цих будинків. Перед чолом напівпідземного поверху влаштовано галереї на глибині близько 0,75 мт. в землі..."
При впорядкуванні в 1950-х — 1960-х роках трикутної ділянки землі між вулицями Магістратської і Соборної та знесенні старих хитких будівель, були задіяні комсомольські бригади міста. Будинки стояли навпроти один одного по обох боках вузької вулички. Двері одного них відчинялися і з відра на вулицю виливалися помиї. З протилежного боку робилося те саме, і брудна смердюча рідина стікала вниз до самої річки. Згодом на цьому місці було побудовано перший в Вінниці широкоформатний кінотеатр «Росія».
Сьогодні це один із районів Середмістя. Багато будинків по Магістратської вулиці досі залишаються в непринадному стані, хоча серед них є справжні історичні пам'ятки.